# Malloh
Malloh ist ein Waldgebiet und ein Wohnplatz im Landkreis Gifhorn in Niedersachsen.

## Waldgebiet

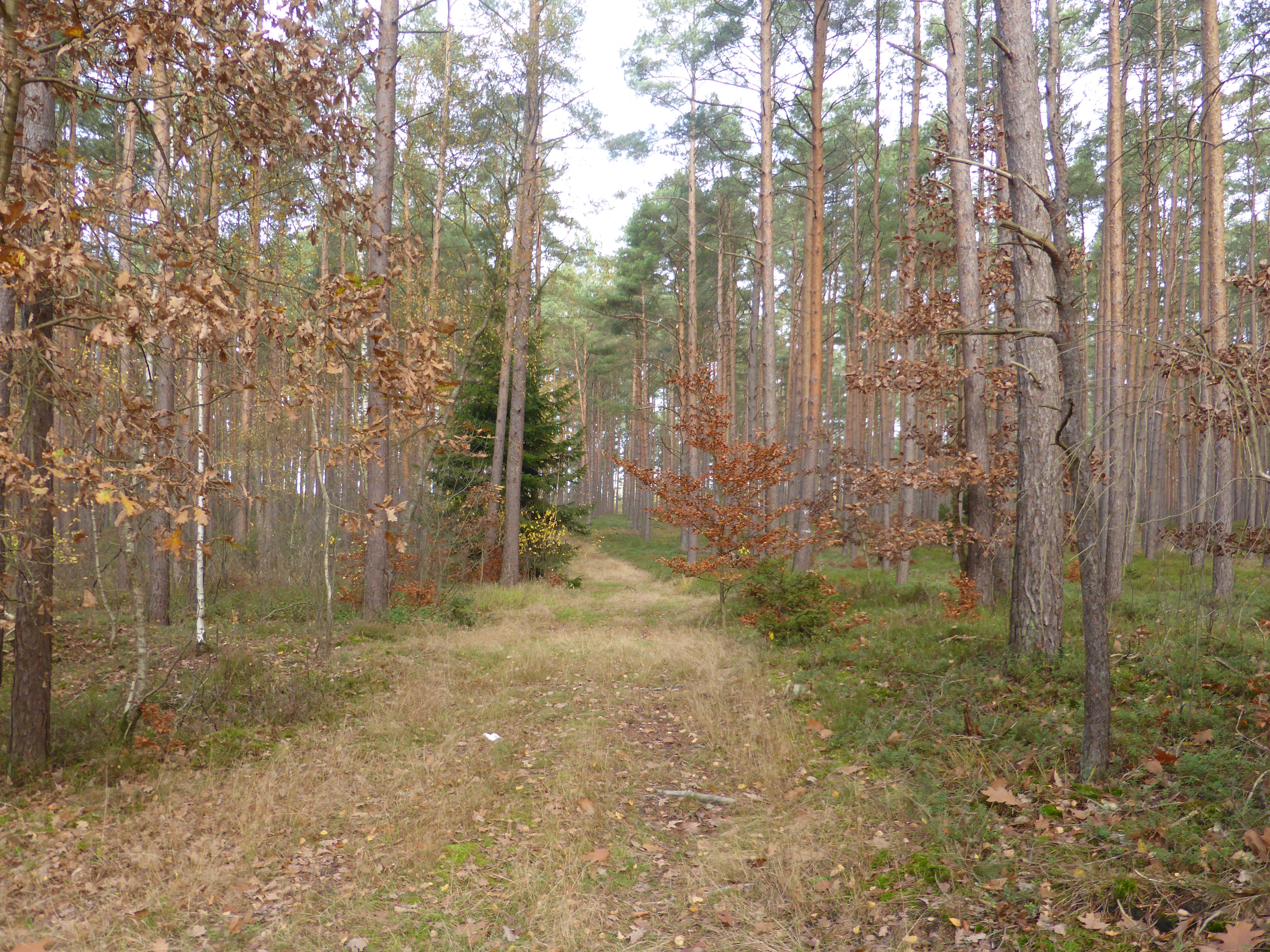
Im Waldgebiet Malloh

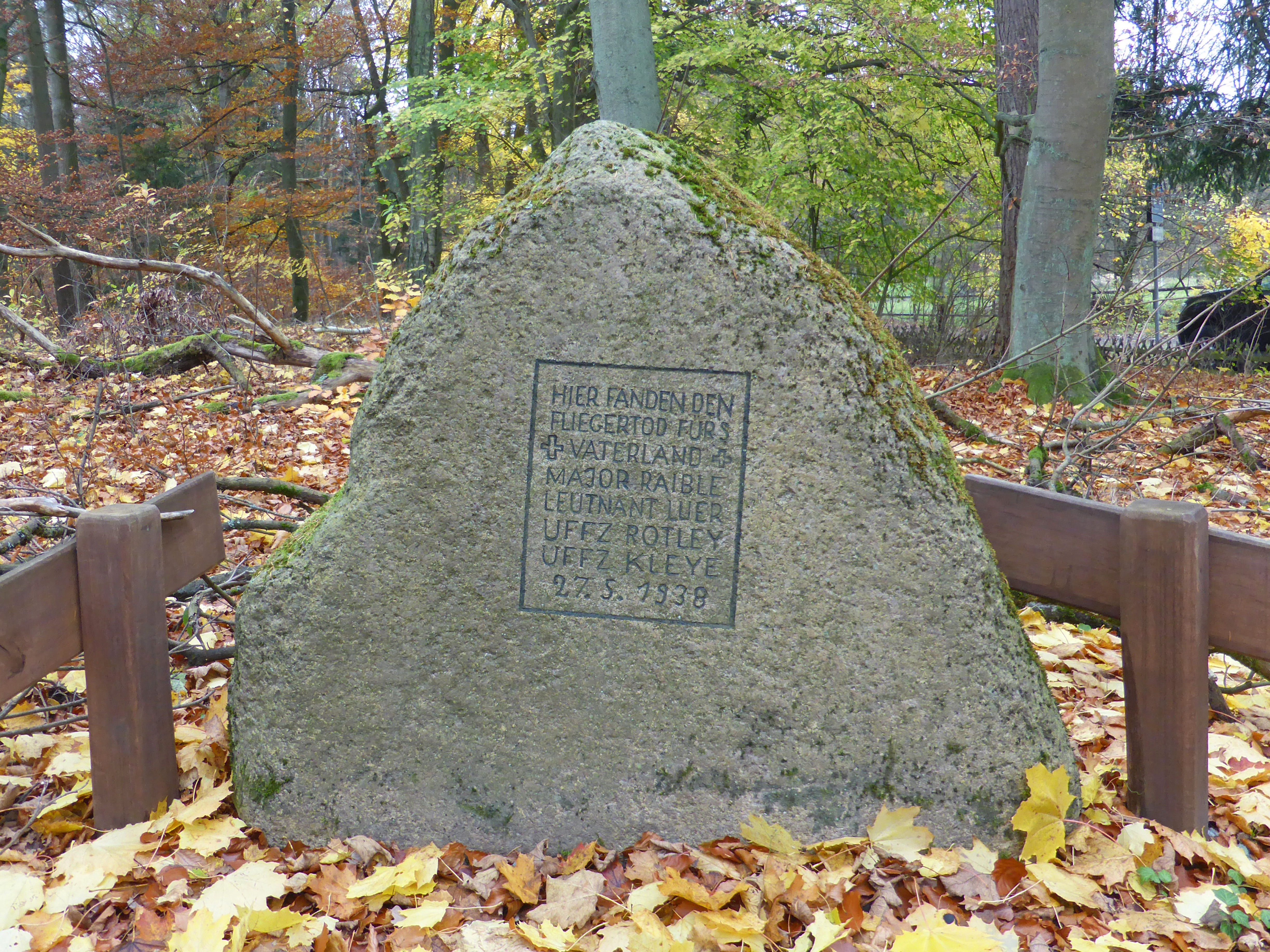
Gedenkstein für den Flugzeugabsturz von 1938

Das rund 160 km² große Waldgebiet Malloh liegt in der östlichen Südheide, die teilweise auch als südliche Ostheide bezeichnet wird. Es bildet den Hauptteil der Knesebeck-Bromer Moränenplatte. Das auch als Knesebecker Forst bekannte Waldgebiet umfasst im Osten auch die Wittinger Ortsteile Teschendorf, Schneflingen und Boitzenhagen. Es wird im Nordwesten von Knesebeck, im Osten von Radenbeck, im Süden von Ehra-Lessien und im Westen vom Elbe-Seitenkanal und den Siedlungen Transvaal und Weißes Moor umrahmt.
Das von der Volkswagen AG betriebene Testgelände Ehra-Lessien teilt das Waldgebiet in Nordnordwest-Südsüdost-Richtung. Im Norden wird 115 m ü. NHN erreicht. Der Südostteil des mit Kiefern beforsteten Waldes wird als Bickelsteiner Heide nach dem bekannten Findling Bickelstein bezeichnet. Der Norden des Höhenzugs wird vom Knesebach entwässert.
Die Bromer Geest, ein fast unbewaldeter Südostausläufer des Malloh zwischen Tülau im Westen und Brome im Nordosten, erreicht in ihrem äußersten Osten, am Hilgenberg südlich Steimkes, 97,2 m. Südwestlich an diese und südlich an den Malloh schließt sich die Ehraer Moorniederung an, deren Südwesten, das Vogelmoor, zu 129 ha unter Naturschutz steht. Südöstlich flankiert die Kleine Aller, die am Sattel zwischen Malloh und Bromer Geest entspringt.
Im Nordwesten des Malloh liegt das Naturschutzgebiet Bornbruchsmoor, westlich des Malloh das Naturschutzgebiet Gagelstrauchbestand bei Vorhop. Eine am Forsthaus Malloh stehende Linde ist unter der Nummer ND GF 00333 als Naturdenkmal ausgewiesen.
Nahe dem 94 Meter hohen Brautberg stand seit 1971 ein 36 Meter hoher Feuerwachturm, der 2010 aufgegeben und 2011 niedergelegt wurde. Im Süden des Malloh bestand bis 2013 ein Truppenübungsplatz der Bundeswehr. Nach dessen Schließung wird ein kleiner Teil davon als Flüchtlingsunterkunft genutzt, während der überwiegende Teil seit 2015 als Nationales Naturerbe dem Naturschutz übertragen ist.
Am 27. Mai 1938 stürzte bei einem Übungsflug ein Bomber des Kampfgeschwaders 257 im Malloh ab. Zur Erinnerung an die vier Besatzungsmitglieder, die dabei ums Leben kamen, wurde an der Absturzstelle ein Gedenkstein aufgestellt, der sich nach dem Bau des VW-Testgeländes auf dessen Gelände befand. Um ihn weiterhin der Öffentlichkeit zugänglich zu machen, wurde das Fliegerdenkmal auf den Truppenübungsplatz Ehra-Lessien umgesetzt. Nach dessen Schließung wurde der Stein 2013 am Forsthaus Malloh aufgestellt.

## Wohnplatz

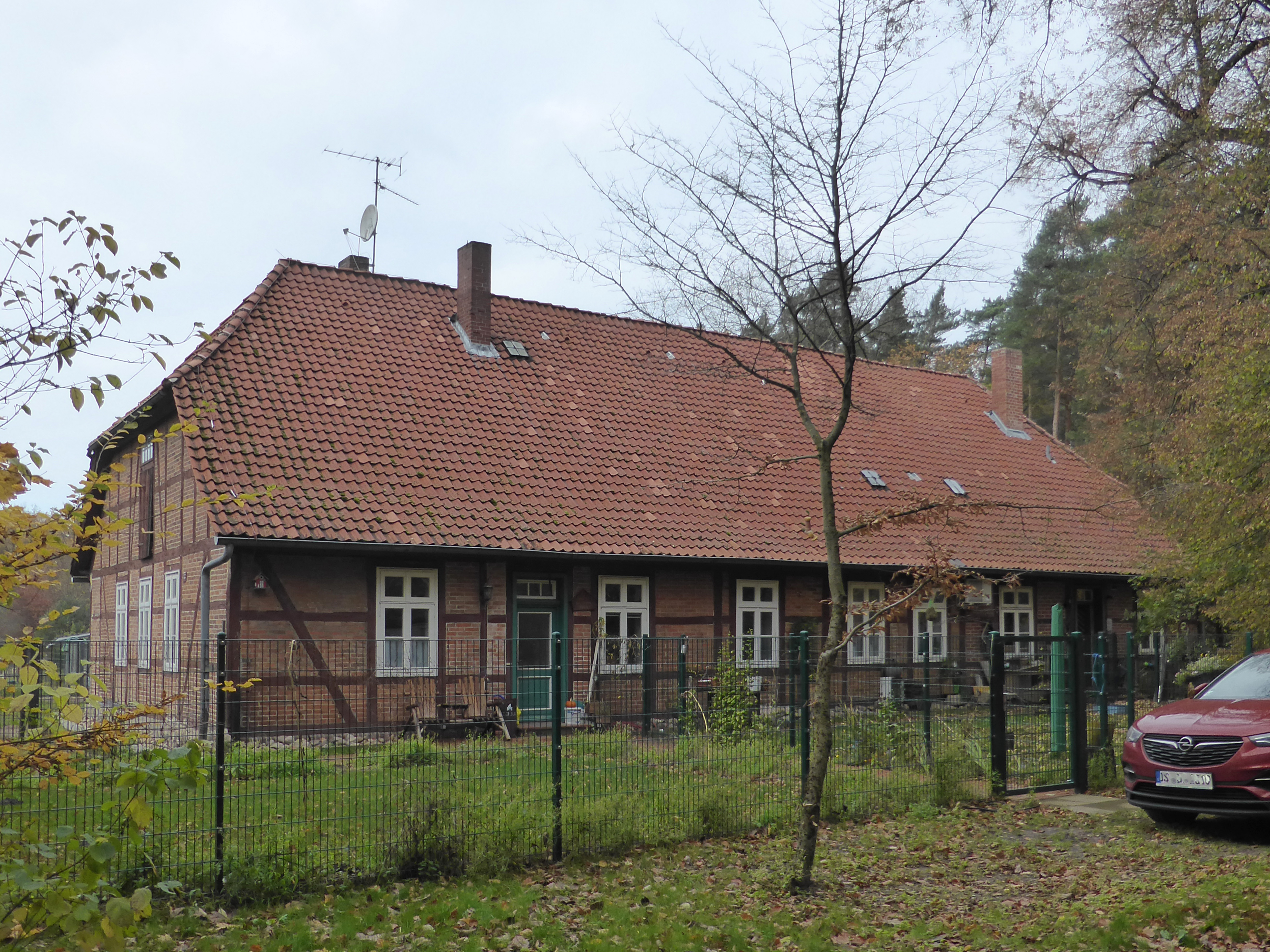
Ehemaliges Forsthaus Malloh

Am 83 Meter hohen Mallohberg steht das ehemalige Forsthaus Malloh.
In der Franzosenzeit gehörte das 1791 erbaute Forsthaus Malloh nach der Division territoriale relative aux trois départements formés des anciennes provinces hanovriennes ..., das dem Königlichen Dekret vom 15. Juli 1810 beigeheftet war, zu Knesebeck im Kanton Wittingen, im Distrikt Salzwedel im Departement der Elbe des Königreiches Westphalen.
Zum 1885 gegründeten Kreis Isenhagen gehörte Malloh als Gutsbezirk, der 1910 acht Einwohner hatte. Ende der 1920er Jahre erfolgte im Zuge der preußischen Gebietsreform die Auflösung des Gutsbezirks Malloh.
1932 wurde der Kreis Isenhagen aufgelöst, seitdem gehört Malloh zum Landkreis Gifhorn. Am 1. März 1974 wurde die Gemeinde Vorhop, zu der auch der Wohnplatz Malloh gehörte, in die Gemeinde Knesebeck eingegliedert, und bereits am 1. April 1974 die Gemeinde Knesebeck zur Stadt Wittingen.
Der Wohnplatz Malloh ist über die Kreisstraße 29, von der zwischen Knesebeck und Transvaal ein zum ehemaligen Forsthaus führender Waldweg abzweigt, zu erreichen. Das ehemalige Forsthaus Malloh ist im Denkmalatlas Niedersachsen als Baudenkmal verzeichnet.
Heute hat die Revierförsterei Malloh ihren Sitz nicht mehr im Forsthaus Malloh, sondern außerhalb des Waldgebietes am Nordwestrand von Vorhop. Sie gehört zum Forstamt Unterlüß der Niedersächsischen Landesforsten. Im ehemaligen Forsthaus wird heute eine Hundepension betrieben.